# Good Time, Good Music
Good Time, Good Music（グッドタイム グッドミュージック）は、2010年1月16日からBS-TBS、TBSラジオで放送されていた音楽番組である。

## 概要
1つのテーマにしぼり、音楽を只管流したり、1人のアーティスト音楽観について語る。「見るラジオ、聴くテレビ」と銘打ち、テレビ、ラジオと両方に放送されており、テレビでないと解らない部分もある。

## パーソナリティー
- 八嶋智人
- マギー（代理DJ）

## 放送時間
※ここでの表記は、すべて日本時間とする。
- 毎週金曜23:30 - 翌0:00（BS-TBS）
- 毎週土曜21:00 - 21:30（TBSラジオ）
  - 番組開始初期は金曜日21:00 - 21:30だった
  - 2010年4月17日 - 6月26日は八嶋の仕事の都合で土曜日18:00 - 18:30に移動した。